# مارتن إتش راي جونيور
مارتن إتش راي جونيور (بالإنجليزية: Martin H. Ray, Jr.)‏ هو ضابط أمريكي، ولد في 9 أغسطس 1913 في فيلادلفيا في الولايات المتحدة، وتوفي في 6 يونيو 1942 في جزر الميدواي في الولايات المتحدة.